# Dylan George
Pour les articles homonymes, voir George.
Dylan George, né le 28 mai 2003,, est un coureur cycliste australien.

## Biographie
Dylan George se consacre exclusivement au VTT jusqu'à l'âge de quinze ans. Il participe à ses premières courses sur route à dix-sept ans, sous les couleurs du Manly Warringah Cycling Club.
En 2021, lors des championnats d'Australie juniors (moins de 19 ans), il remporte le titre en ligne et termine deuxième du contre-la-montre. Il rejoint ensuite l'équipe continentale australienne BridgeLane en 2022. Alors qu'il n'a encore que dix-huit ans, il termine deuxième de la course en ligne et de l'épreuve chronométrée aux championnats d'Océanie espoirs (moins de 23 ans).

## Palmarès
- 2021
  -  Champion d'Australie sur route juniors
  - 2e du championnat d'Australie du contre-la-montre juniors
- 2022
  -  Médaillé d'argent du championnat d'Océanie du contre-la-montre espoirs
  -  Médaillé d'argent du championnat d'Océanie sur route espoirs
  - 3e du Tour du Pays de Montbéliard

## Classements mondiaux
| Année                                 | 2022 |
| ------------------------------------- | ---- |
| Classement mondial                    | 386e |
| UCI Oceania Tour                      | 27e  |
|                                       |      |
| Légende : nc = non classéSource : UCI |      |